# Diego Vázquez de Cepeda
Diego Vázquez de Cepeda (Tordesillas, 1510 – Valladolid, ca. 1550) fue un licenciado en Leyes y uno de los cuatro oidores de la primera Real Audiencia de Lima. Tras el apresamiento del virrey Blasco Núñez Vela, presidió dicha audiencia y ejerció interinamente el poder como gobernador y capitán general del Perú, durando en el poder poco más de un mes del año 1544. Ambicioso e intrigante, se plegó a la rebelión de Gonzalo Pizarro, a quien sirvió como consejero legal, para luego abandonarlo momentos antes de la batalla de Jaquijahuana. Viajó a España para rendir cuentas a la Justicia y falleció envenenado en prisión.

## Biografía
Diego Vázquez de Cepeda era natural de la villa de Tordesillas, situada en la actual provincia de Valladolid. Se desempeñaba como oidor en la Gran Canaria, cuando fue promovido con igual cargo a la recién fundada Real Audiencia de Lima, en el Perú (1 de marzo de 1543). De los cuatro designados como oidores para dicha sede, él era el de mayor antigüedad. Cruzó el océano  Atlántico acompañando al virrey Blasco Núñez Vela, pero se retrasó en el viaje y llegó a Panamá después del arribo del virrey.  Rápidamente convino con el resto de oidores (Juan Álvarez, Pedro Ortiz de Zárate y Juan Lissón de Tejada) hacer todo lo posible para evitar que la voluntad del virrey se impusiera sobre los acuerdos de la Audiencia. 
Salió de Panamá el 25 de febrero de 1544, cuando ya el virrey había partido al Perú. Llegó a Lima junto con los demás oidores, procediendo todos a instalar oficialmente la Real Audiencia de Lima, presidida por el mismo virrey. 
Pronto Cepeda tuvo disputas con Blasco Núñez, que había llegado con el firme propósito de hacer cumplir las Leyes Nuevas, pese al descontento que produjeron éstas entre los encomenderos, encabezados por Gonzalo Pizarro. El carácter colérico e intransigente del virrey complicó más el entendimiento cordial con los miembros de la Audiencia. El conflicto se agravó aún más cuando el virrey mató con su propia mano al factor Illán Suárez de Carbajal, acusándole sin pruebas de traición. Cepeda se reunió en secreto con dos oidores, Álvarez y Lissón de Tejada, para conspirar contra el virrey y favorecer al partido de los encomenderos.
Cuando el virrey, atemorizado por el avance de Pizarro y sus seguidores, quiso trasladar la capital a Trujillo, al norte del Perú, Cepeda se opuso, al igual que los demás oidores, aduciendo que la Corona había establecido la sede de la Audiencia en Lima. Alertó también a los vecinos de Lima para que no obedecieran la orden de trasladarse a Trujillo. 
A raíz de todo ello, estalló un tumulto en la capital y el virrey terminó siendo apresado, disponiéndose que debía ser enviado de retorno a España (18 de septiembre de 1544). Cepeda tuvo en custodia al virrey en su propia casa; luego lo llevó al Callao y lo hizo subir en una frágil barca rumbo a la isla de San Lorenzo (24 de septiembre), a la espera del buque que lo llevaría de vuelta España,
Cepeda fue nombrado presidente de la Audiencia, gobernador y capitán general del Perú, por medio de una provisión firmada por los oidores Álvarez y Lissón (el otro oidor, Zárate, se negó a firmarla). Intentó organizar una fuerza que se opusiera a los avances de Gonzalo Pizarro; pero cuando este entró a Lima al frente de un ejército impresionante, no vaciló en firmar la provisión que otorgó a dicho caudillo el título de gobernador y capitán general (28 de octubre de 1544). A partir de entonces militó entusiastamente en el bando rebelde, convirtiéndose en una especie de “consejero legal” de Gonzalo.
Mientras tanto, un navío recogió al Virrey de la isla San Lorenzo, llevándolo a Huaura, donde fue subido a otra nave que estaba bajo el mando del oidor Álvarez, quien se había ofrecido como su custodio en el viaje de retorno de dicho mandatario a España. Sin embargo, a la altura del mar de Tumbes, el oidor se reconcilió con el Virrey y lo dejó libre (7 de octubre). El virrey desembarcó en Tumbes, reunió gente leal y partió hacia Quito, preparándose para enfrentar a los gonzalistas.
Cepeda acompañó a Gonzalo a lo largo de la campaña contra el Virrey, quien finalmente fue derrotado y muerto en la batalla de Iñaquito (18 de enero de 1546). Colaboró luego en la persecución y la prisión de los vencidos. Entre estos últimos se halló el oidor Álvarez, quien murió poco después, al parecer envenenado por el mismo Cepeda durante un banquete.
Cepeda siempre fue tratado con cierta desconfianza por Francisco de Carvajal, el maese de campo de Gonzalo; pero supo desviar cualquier sospecha lisonjeando al caudillo rebelde, diciéndole que el Perú le pertenecía por justos títulos y esforzándose en demostrarlo de manera jurídica. Tanta confianza alcanzó, que Gonzalo Pizarro lo nombró su Teniente y Justicia mayor, y le dio el mando de una compañía a caballo, pese a no ser militar de oficio. Al frente de ella participó en la campaña librada contra el capitán Diego Centeno, que culminó en la sangrienta batalla de Huarina (26 de octubre de 1547). 
Pero al producirse la llegada del pacificador Pedro de la Gasca y sus ofrecimientos de perdón para los rebeldes que volviesen a la obediencia del Emperador, vio cómo los seguidores de Gonzalo se fueron pasando uno tras otro al campo real. Él mismo decidió también abandonar a Gonzalo y poco antes de la batalla de Jaquijahuana se sometió a la autoridad de pacificador (9 de abril de 1548). Pero resultó harto difícil que lograra el perdón, pues eran muchos las acusaciones que pesaban sobre él; una de las más graves era el hecho que hubiese alentado a Gonzalo a proseguir su rebelión, justificando jurídicamente su accionar. Trasladado a España, fue encarcelado y sometido a un severo juicio. 
Cepeda presentó sus descargos diciendo en lo básico que siempre había sido su intención servir al Emperador, y que su conducta era justificable, ya que era una forma de contener a los numerosos descontentos de las Leyes Nuevas. Sostuvo que Gonzalo Pizarro y los de su bando nunca traicionaron al Emperador, agregando que él mismo defendería esta causa, si se fallará en algún lugar fuera de la jurisdicción imperial, como en el Parlamento de París, o en la Universidad de Bolonia. 
Pero el proceso no llegó a más, pues Cepeda falleció poco después en la prisión de Valladolid, envenenado por sus propios parientes, temerosos de que fuera condenado a morir en el patíbulo y dejara por herencia tal infamia.
| Predecesor: Blasco Núñez Vela Virrey del Perú | Presidente de la Real Audiencia Gobernador del Perú septiembre a octubre de 1544 | Sucesor: Gonzalo Pizarro Gobernador del Perú |